# Canadees cricketelftal (mannen)
Het Canadees cricketelftal is het nationale cricketteam van Canada. Het nationale team is onderdeel van Cricket Canada, de cricketbond van Canada.
Het Canadees cricketelftal is een elftal dat geen officiële testwedstrijden mag spelen, maar mocht tot 2014 wel officiële eendagswedstrijden spelen. Anno 2020 heeft het deze status niet meer. Daarnaast speelde het team ook in de ICC Intercontinental Cup. Het Canadees cricketelftal heeft viermaal deelgenomen aan het wereldkampioenschap, maar is daarin nooit verder gekomen dan de eerste ronde.
In de  prestigieuze ICC Trophy, een toernooi voor niet-testlanden werd twee keer de tweede plaats gehaald; in 1979 en 2009. Dit is het afrondende toernooi van de wk-kwalificatie. Vanaf 2018 doen ook een aantal testlanden mee die zich niet direct plaatsten voor het wk, waardoor het deelnemersveld een stuk sterker is geworden. Voor die editie wist Canada zich niet te plaatsen.
Aan de ICC Intercontinental Cup, een voormalig toernooi bestaande uit first-class-wedstrijden waar alleen de grote testnaties niet aan mee mogen doen, deed Canada altijd behalve bij de laatste editie mee. Het beste resultaat was een tweede plaats in 2004 en 2007.

## Resultaten op internationale toernooien

### Wereldkampioenschap
| 1975 · Geen deelname 1979 · Eerste ronde 1983 · Niet gekwalificeerd 1987 · Niet gekwalificeerd | 1992 · Niet gekwalificeerd 1996 · Niet gekwalificeerd 1999 · Niet gekwalificeerd 2003 · Eerste ronde | 2007 · Eerste ronde 2011 · Eerste ronde 2015 · Niet gekwalificeerd 2019 · Niet gekwalificeerd |

### Wereldkampioenschap Twenty20
| 2007 · Niet gekwalificeerd 2009 · Niet gekwalificeerd | 2010 · Niet gekwalificeerd 2012 · Niet gekwalificeerd | 2014 · Niet gekwalificeerd 2016 · Niet gekwalificeerd |

### Overige belangrijke toernooien
| ICC World Cup Qualifier (ICC Trophy) | ICC Intercontinental Cup | Gemenebestspelen     |
| --- | --- | -------------------- |
| - 1979: Tweede - 1982: Eerste ronde - 1986: Eerste ronde - 1990: Tweede ronde - 1994: Tweede ronde - 1997: Zevende - 2001: Derde - 2005: Derde - 2009: Tweede - 2014: Achtste - 2018: Niet gekwalificeerd | - 2004: Tweede - 2005: Eerste ronde - 2006-07: Tweede - 2007-08: Zevende - 2009-10: Zevende - 2011-13: Zesde - 2015-17: Niet gekwalificeerd | - 1998: Eerste ronde |